# 戀愛綺譚～不存在的夏天～
《戀愛綺譚～不存在的夏天～》是中国大陆製作組Never Knows Best開發的戀愛冒險遊戲，於2020年10月31日在Steam發行。本作是Never Knows Best的第三部作品，遊戲行動版由波克城市代理發行，於2023年6月21日登陸iOS和安卓平台。遊戲讲述一群高中生调查虚拟主播梦野瞳的中之人替换事件中的奇妙遭遇。續作為《戀愛綺譚～不存在的真相～》。

## 遊戲系統

遊戲的虛擬主播系統，圖片中角色為夢野瞳

《戀愛綺譚》採取戀愛冒險的遊玩方式，玩家所扮演角色的是顧韋。部分劇情玩家會以其他角色的視角進行遊戲，玩家能看到所處視角角色的内心獨白。玩家遊玩時需要閱覽屏幕上所顯示的文本以了解故事情節和人物之間的對話。這些文字以兩種形式出現，一種是玩家和角色的面對面對話，這時文字會與人物的立繪和背景一同出现，用以表示對話的對象。對話對象的立繪會隨著對話進行而變化，根據對話的内容做出不同動作或表情，如臉紅，驚愕，皺眉等；另一種是通過手機聊天軟件和角色的互動對話。在聊天軟件的對話內容可以反復查看，而面對面的對話內容，每過一個章節就無法回溯。在部分場景中會遇見代替背景和人物立繪的電腦圖像。遊戲中會在預設的段落中出現行為選項供玩家選擇，下一段文本在做出選擇前並不能夠顯示。由玩家來決定主角接下來的行動，繼而影響接下來的劇情發展，選項會導致不同的結局。遊戲中有模擬虛擬主播的網絡直播間，其中的虛擬主播角色夢野瞳使用了Live2D技術，直播視頻隨著遊戲進程逐漸獲得，並且能反復查看。此外還內置一個Tips系統，在遊玩期間出現一些術語，Tips系統就會更新這些術語的說明。

## 故事簡介
江城蘋果湖中學的學生顧韋和顧真真、钟齊北三人成立了「非日常部」，在課餘時間研究江城的各種靈異事件。他們對最近流傳的虛擬主播夢野瞳的「中之人替換事件」十分感興趣，網絡更流傳有夢野瞳的粉絲在探究事件期間死亡。三人分工調查事件，顧韋負責去流傳中的夢野瞳工作室實地調查，顧真真和钟齊北透過人際網收集更多情報。顧韋與交往不久女友蘇半夏結伴前往工作室所在的孱陵路33號，雖然發現工作室的房間有一些異樣，但是房間已經清空，也沒有人生活的痕跡。非日常部之後進行了一次聚會，也邀請了蘇半夏參與。聚會後半夏失蹤，顧韋尋找無果後，決定去接觸怪異的力量。透過工作室留下的神秘符號，顧韋找到了一個名為「快樂王子和他的小燕子們」的群組，從快樂王子手上獲得能看到未來的景象「未來之眼」。只是「未來之眼」不能幫助找到蘇半夏，顧韋又向另一人要了能看到過去的景象「過去之眼」，並找回了半夏，並得知了一切。蘇半夏本名「蘇溯」，其的父母重男輕女，在半夏出生前利用怪異的力量將本為女孩的半夏變成男性。成長中的半夏出現性別錯亂，被家人強制糾正後學會了隱藏這個想法。長大後，半夏得知了快樂王子的事跡，利用怪異的力量，透過做夢野瞳的中之人，獲得化身女性的皮囊。由於使用怪異的力量太多，半夏生命已經所剩無幾，為此半夏選擇離開顧韋。顧韋接受了半夏的一切，並願意犧牲自己挽救半夏，在钟齊北的幫助下將半夏的業轉移到自己身上，改變了因果和過去。在修改後的世界，蘇半夏沒有被怪異改變出生時的性別，獲得父母的疼愛，還承繼了顧韋的部分記憶和經歷，成為非日常部的一員。

## 登場角色
顧韋
故事主人公，江城蘋果湖中學的高中生，非日常部成員之一。本身也擁有怪異的能力「偽沼澤人」，能重塑肉身，並利用這個能力幫助他人接收因果和業。一直致力於幫助怪異融入社會，過去和钟齊北打賭後封印了自己的記憶，故事中仍然遵循自己的本心，犧牲自己承接半夏因果和業。
蘇半夏（聲：武暮）/ 蘇溯（聲：沈秋白）
女主角，顧韋的女朋友，擁有罕見的異色瞳並留有一頭銀色的長髮，在一次事件中被顧韋所救以此為契機發展成情侶。本名蘇溯，小時候和顧韋有一面之緣，顧韋當時沒有帶有偏見對待蘇溯的性別錯亂，讓蘇溯留下深刻印象。中學開始和顧韋同校，在接觸怪異的能力後，獲得化身女性的皮囊，並開始以女性身份「蘇半夏」接近顧韋。後來被怪異力量侵蝕，打算默默離開顧韋，最後獲得顧韋的拯救，不過也失去了關於顧韋的記憶。
顧真真（聲：嗚喵）
顧韋出五服的同宗少女，以顧韋的妹妹自居，和顧韋同班。蘋果湖中學高一學生，是校內新聞部成員，熱衷於各種八卦趣聞，為此還成立了「非日常部」調查當地的各類都市傳說。
钟齊北（聲：北炎）
顧韋的同班同學，「非日常部」的一員，結交甚廣。父親是道觀的道士，有著遠超同齡人的成熟。喜歡二次元，是個重度宅男。本身擁有怪異的能力，認為新時代不需要怪異的存在，致力於用各種方式祛魅。
夢野瞳（聲：靈縭心）
當紅的虛擬主播，由於風格驟變被粉絲懷疑中之人被替換，一度稱為網絡熱話。本身為怪異的存在，中之人是蘇溯，夢野瞳要透過中之人才能活動，並且能讀取中之人的記憶。蘇溯透過扮演夢野瞳的中之人，獲得使用化身女性的皮囊的額度。

## 開發

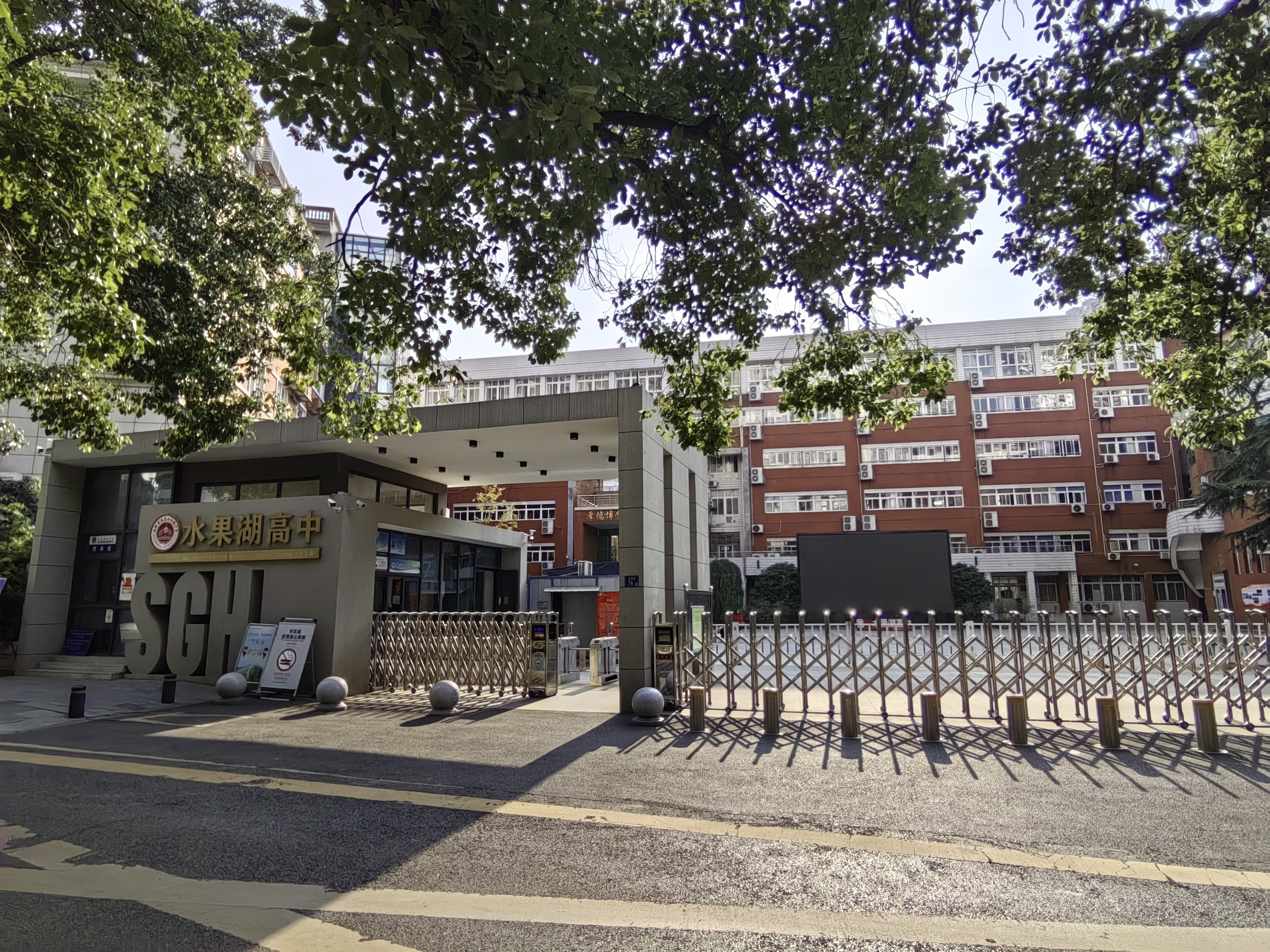
蘋果湖中學總校的原型湖北省水果湖高级中学

《戀愛綺譚》是Never Knows Best的第三個作品，作品在初期企劃中名為《不存在的女友》。遊戲的製作團隊由製作人和主催windchaos組建，前作《美麗新世界i》的部分製作人員，負責演出的時坂工人和負責配音的靈縭心也有參與本作的製作。遊戲美術方面，蓮ki負責角色設計和遊戲原畫，而波波波波波負責對話框和遊戲背景原畫。參與《真恋～寄语枫秋～》原畫製作的蓮ki在一場採訪中結識了windchaos，在windchaos的熱情邀請下，加上遊戲的懸疑劇本吸引了她，所以加入到製作團隊中。音樂方面，是創作過《赤印PLUS》主題曲的兔老板負責。遊戲為全程中文配音，靈縭心為配音導演，本身也聲演遊戲中夢野瞳，其他角色的配音員來自北京和武漢的配音團隊。遊戲的背景為武漢，為了讓玩家在進入遊戲開場時體驗到武漢的氣氛，靈縭心在開場部分使用了一些當地的方言。遊戲的劇本為七成懸疑三成戀愛，劇本主要由windchaos和浅色回忆負責，時坂工人也有參與其中，創作過程中參考《CHAOS;CHILD》的風格，遊戲中選取了虛擬主播的題材，是希望打破原有國G的圈子，吸引虛擬主播的受眾。為了切合遊戲的戀愛與懸疑風格，遊戲的使用者介面修改了很多次，最後還砍掉重做，而女主角要營造出「日常中的非日常」的氣氛，蓮ki為此創作了十多種形象，蘇半夏也從初版的黑長直形象定稿為擁有異色瞳的銀色長髮形象。負責音樂的兔老板也利用過去在《逆轉裁判》和《槍聲與鑽石》體驗，創作懸疑風格的背景音樂，在一個流動的低音條線來體驗出氣氛，中高音去使用鋼片琴、鐘的樂器或者半聲化旋律來表現出迷幻和錯綜複雜的氛圍。
本作是製作團隊首次使用Unity遊戲引擎製作遊戲，並且使用了Live2D技術，期間也遇到不少程序上的困難，程序上獲得《三色△绘恋》的製作組成員yaqinking、阿軟和姐夫的協助。遊戲Demo因此比原定發佈時間推遲了一個半月。

## 發行
《戀愛綺譚》於2020年6月19日在众筹網站摩點上首次披露遊戲內容、角色和製作團隊，並且公佈首個宣傳視頻。遊戲项目於7月31日開始众筹，到9月20日众筹結束，众筹共獲得约10万人民币，為目標的九倍以上。遊戲Demo於8月1日免費在Steam上發佈，並預計於10月1日正式發佈，Demo為遊戲的序章內容，為遊戲中懸疑部分最驚悚的。8月29日發佈第二部宣傳視頻。10月9日製作組宣佈遊戲延期至10月31日發售，遊戲實體版於10月24日發貨至參與遊戲项目众筹的成員。10月31日遊戲的數位版在Steam如期發售，首發初期有優惠價作推廣，遊戲的原聲帶同日上架。2021年6月10日遊戲行動版《不存在的谎言：恋爱绮谭》上架TapTap並展開預約，該版本由波克城市代理發行，在上架一個多月後遊戲獲得超過五萬個訂閱。2023年6月21日，游戏于iOS和Android平台发售。
2021年1月4日，製作組在Steam發佈的原聲帶上更新廣播劇《不存在的七夕》，講述故事之後顧真真的調查故事。原聲帶的實體版在1月23日發售，內容與數位版一致。2021年10月30日，製作組在遊戲中更新了短篇故事《玛奇朵之夏》，該短篇是源於過去的同人徵文比賽的冠軍作品。故事劇情和本篇無關。

## 評價
遊戲入圍2020年indiePlay中国独立游戏大赛的「最佳聽覺效果」。在2021中文恋爱游戏大赛中入圍「最佳剧本」、「最佳美術」、「最佳音樂」和「最佳戀愛遊戲」。《二次元狂熱》的編輯淺月認為遊戲的詭計性劇本是其一大特點，故事開篇的離奇事件被钟齊北使用科學解釋，很有效地誤導玩家，遊戲中出現的伏筆和詭計最後都能回收，劇本既完整也具有趣味性。淺月亦指出遊戲中有很多現實元素包括一些敏感的內容，有踩雷的嫌疑，也削減玩家代入感。此外如果遊戲結局沒有怪異，而是使用現實的手段來解決問題，會更好一些。GameDiary表示遊戲的劇情要素非常多，很可能讓玩家「觉得它什么都想讲，什么都没讲好」，只有完成體驗遊戲才明白遊戲的中心是「每个人都有决定自己是谁的权力」，之前的各類要素都是鋪墊。另外也指出遊戲成品有些程式錯誤，而且發生在恐怖的橋段時，變成塑造了恐怖氣氛。

## 備註
1. ↑  中之人指扮演虛擬主播的現實人類。
2. ↑  國G是「國產galgame」的縮寫，此指中國（大陸）的美少女遊戲。
3. ↑  和聲各聲部中的低音聲部構成的旋律線。

## 外部連結
- 《戀愛綺譚～不存在的夏天～》在視覺小說數據庫的頁面 （英文）
- 不存在的谎言手游的新浪微博（简体中文）
- Never Knows Best制作组的新浪微博（简体中文）